# Rana yavapaiensis
Rana yavapaiensis é uma espécie de anfíbio da família Ranidae.
Pode ser encontrada nos seguintes países: México e Estados Unidos da América.
Os seus habitats naturais são: florestas temperadas, rios, rios intermitentes, lagos de água doce e marismas de água doce.
Está ameaçada por perda de habitat.